# Фонтана Кандида (Рим)
Фонтана Кандида је насеље у Италији у округу Рим, региону Лацио.
Према процени из 2011. у насељу је живело 29 становника. Насеље се налази на надморској висини од 215 м.